# Соломаха Олег Володимирович
Оле́г Володи́мирович Солома́ха (нар. 24 січня 1978 — пом. 30 січня 2015) — старший солдат 13-го окремого мотопіхотного батальйону «Чернігів-1» Збройних сил України, учасник російсько-української війни.

## Життєпис
Закінчив 1993 року Будо-Вороб'ївську ЗОШ, працював у місцевому ТОВ «Промінь» слюсарем. Мобілізований 2 вересня 2014 року, оператор 1-го протитанкового відділення протитанкового взводу 1-ї мотопіхотної роти, 13-й окремий мотопіхотний батальйон «Чернігів-1».
Загинув 29 січня 2015-го під час мінометного обстрілу в бою на блокпості 1302 під Вуглегірськом. Тоді ж полягли старший солдат Сергій Андрусенко та солдати Олександр Бригинець й Андрій Лебедєв.
Тіло загиблого вояка залишилось на зруйнованому обстрілами блокпості, наприкінці лютого його вдалося вивезти.
25 лютого 2015 року похований у рідному селі.
Без Олега лишилися дружина, донька 2000 р.н. та син 2007 р.н.

## Нагороди та вшанування
- Указом Президента України № 103/2016 від 21 березня 2016 року, «за особисту мужність і високий професіоналізм, виявлені у захисті державного суверенітету та територіальної цілісності України, вірність військовій присязі», нагороджений орденом «За мужність» III ступеня (посмертно)[1].
- У жовтні 2015 року в селі Будо-Вороб’ївська на будівлі навчально-виховного комплексу (вулиця Нова, 2), де навчався Олег Соломаха з 1985 по 1993 роки, йому відкрито меморіальну дошку[2].
- У серпні 2018 року в центральному парку Новгорода-Сіверського відкрито меморіальну дошку Олегу Соломасі[2].
- Вшановується в меморіальному комплексі «Зала пам'яті», в щоденному ранковому церемоніалі 30 січня[3][4].